# ولف پین (ویرجینیای غربی)
ولف پین (به انگلیسی: Wolf Pen) یک منطقهٔ مسکونی در ایالات متحده آمریکا است که در شهرستان وایومینگ، ویرجینیای غربی واقع شده‌است.